# Kuninga tänav (Pärnu)
La rue royale (estonien : Kuninga tänav) est une rue de Pärnu en Estonie.

## Situation et accès
La rue Kuninga tänav traverse le quartier Kesklinn.
Elle commence à l'intersection des rues Õhtu tänav et Vana-Tallinn tänav et se termine à l'intersection des rues Aia tänav et Karja tänav.
La rue est longe le parc Jakobson et le parc de Koidula.

## Bâtiments remarquables et lieux de mémoire

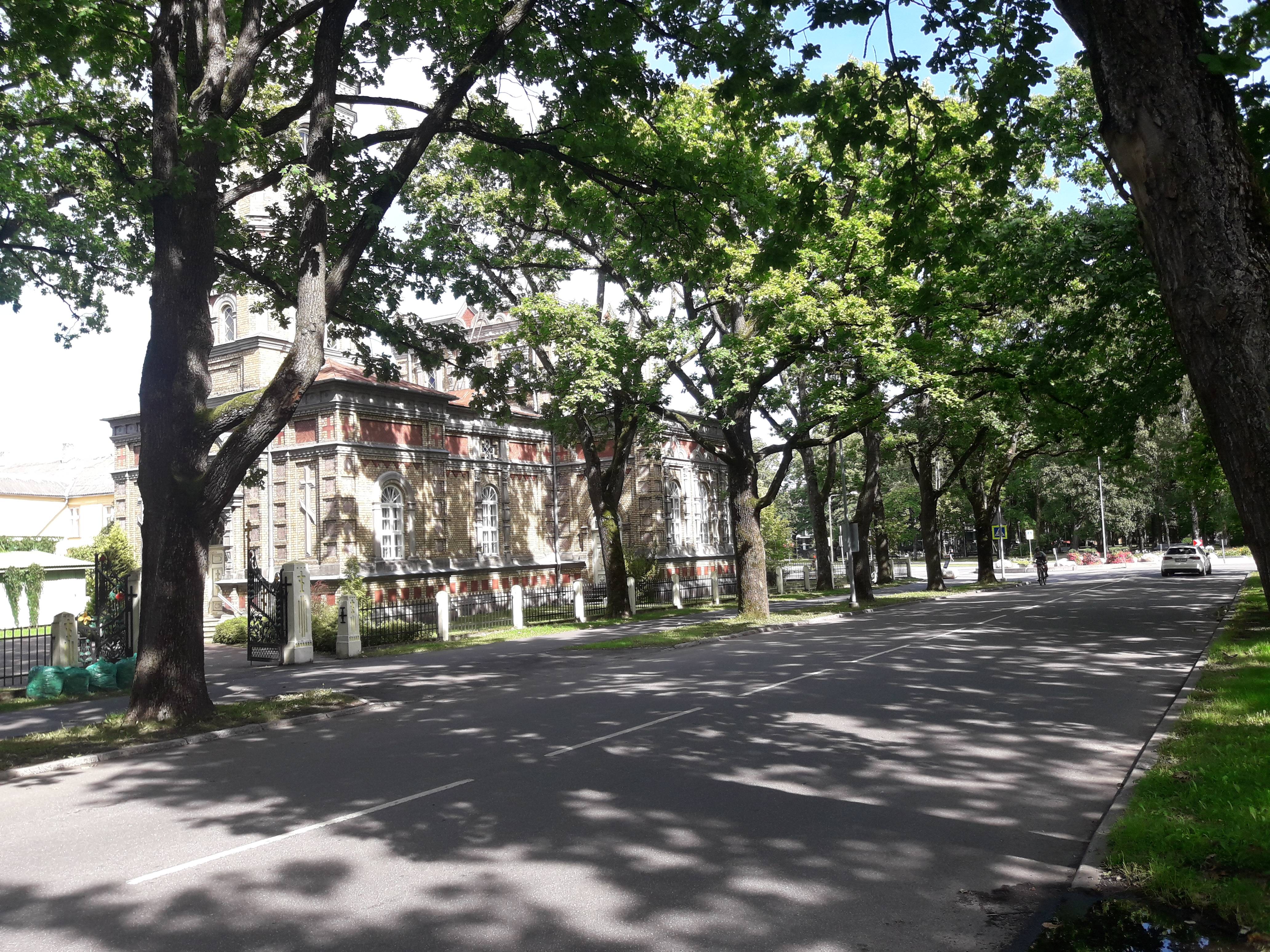
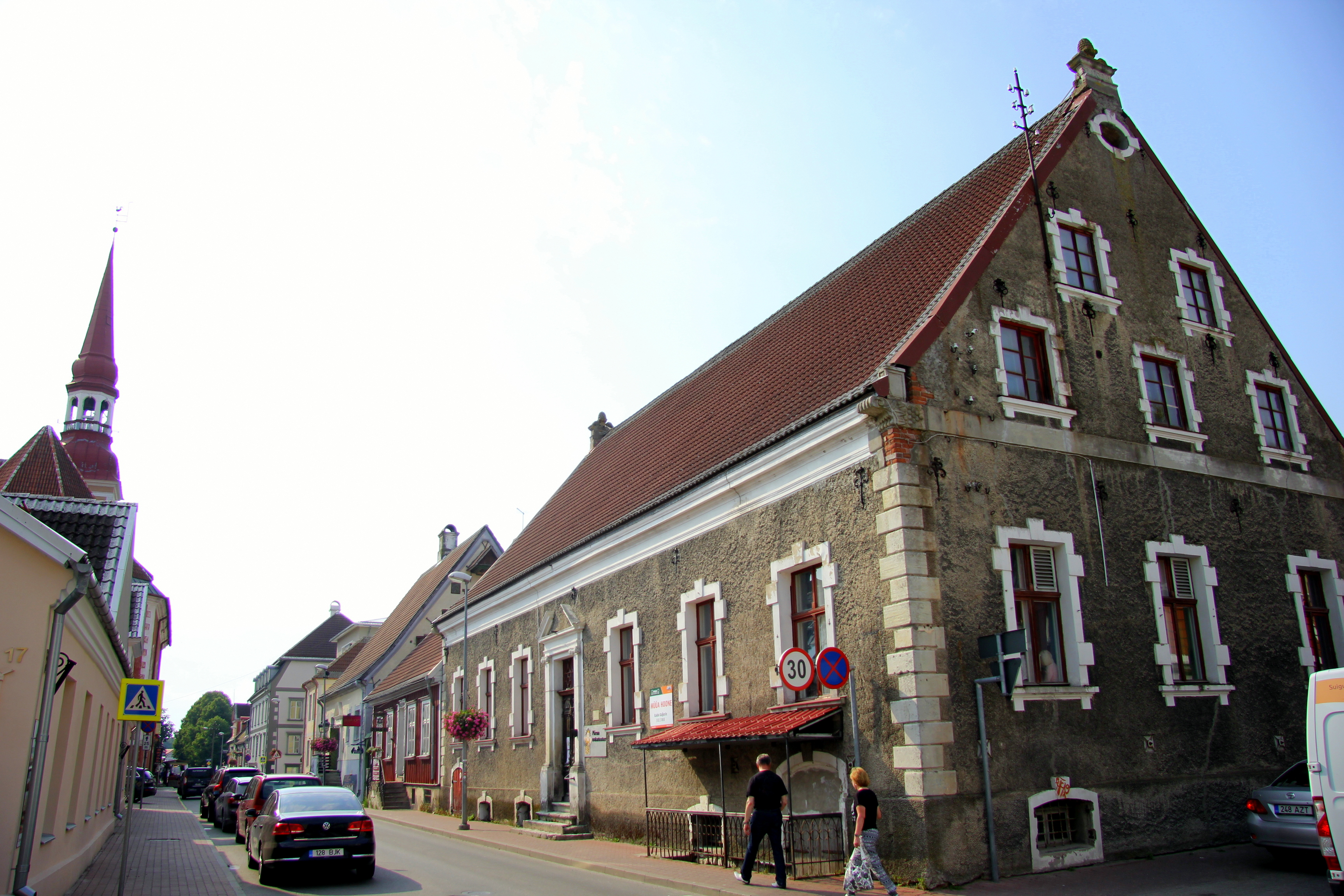
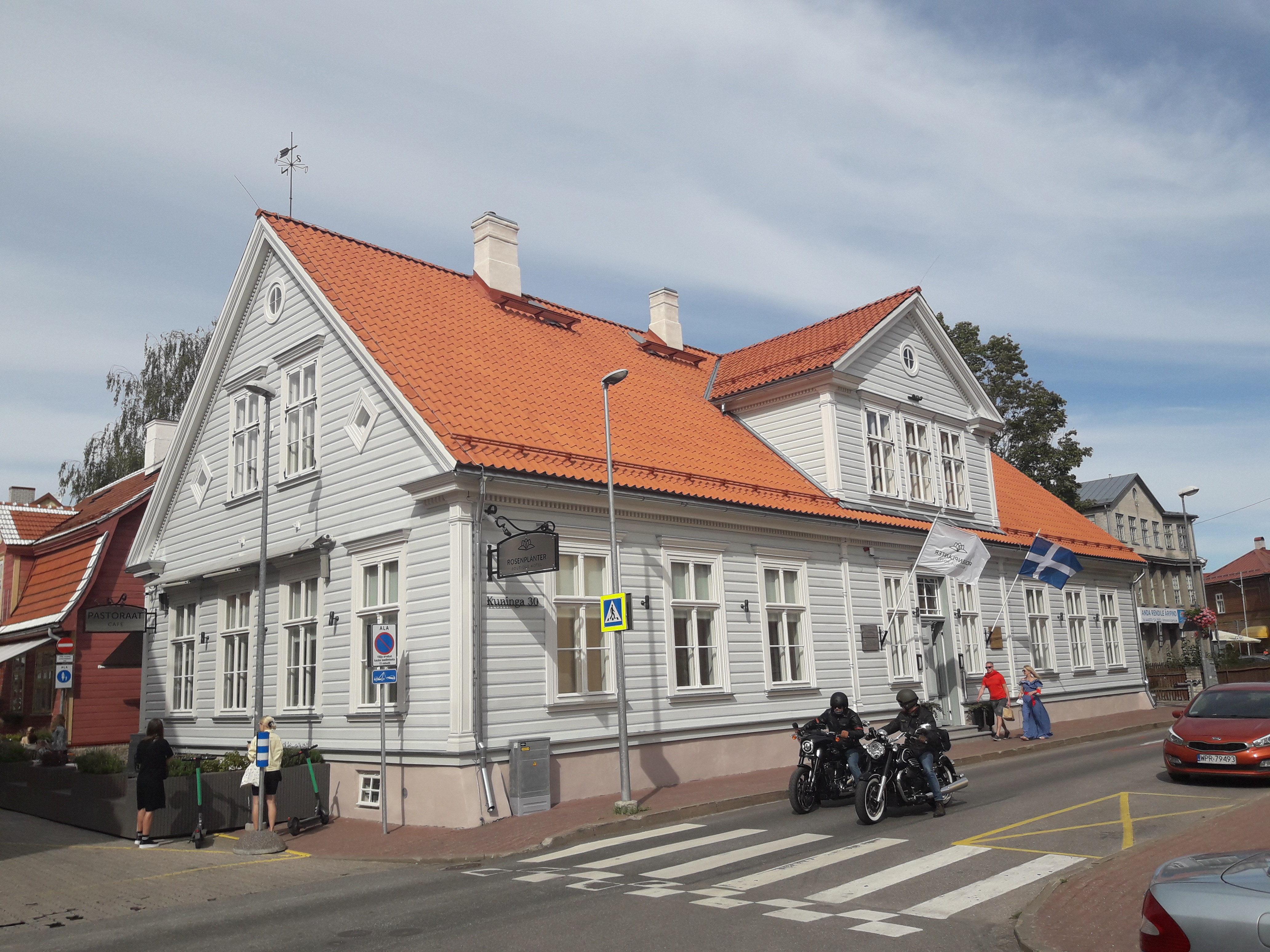

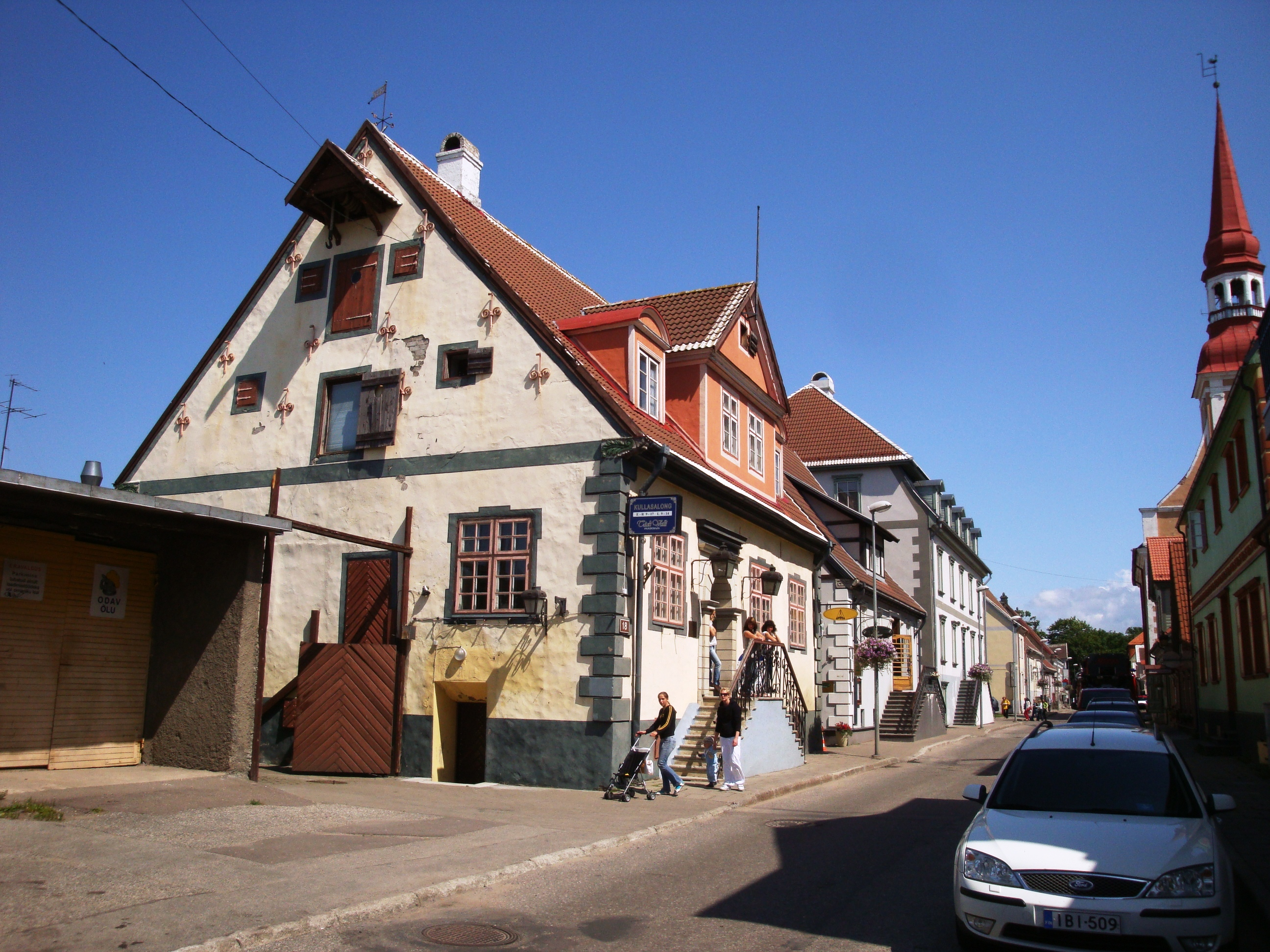
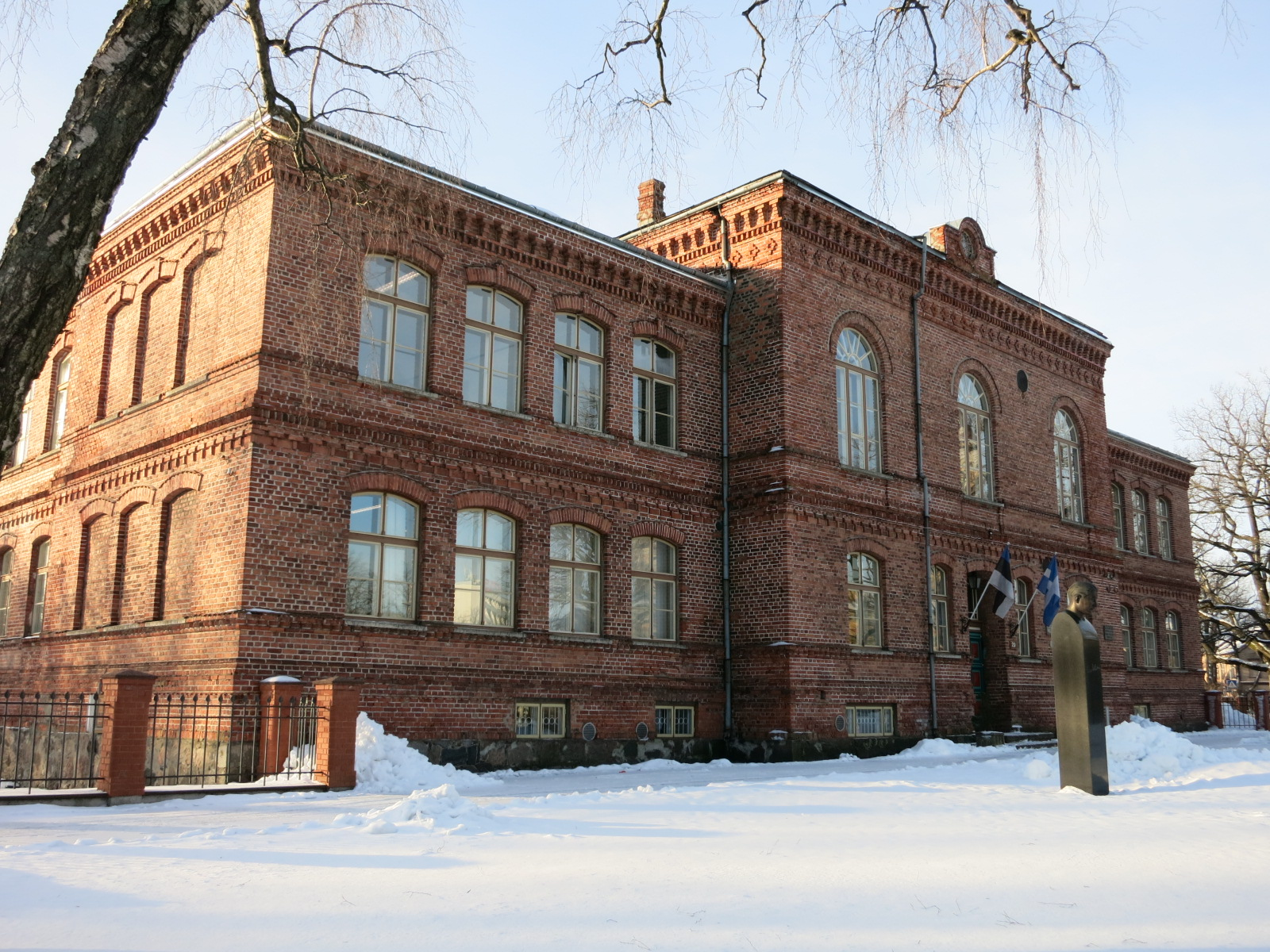
Bâtiment du lycée de garcons
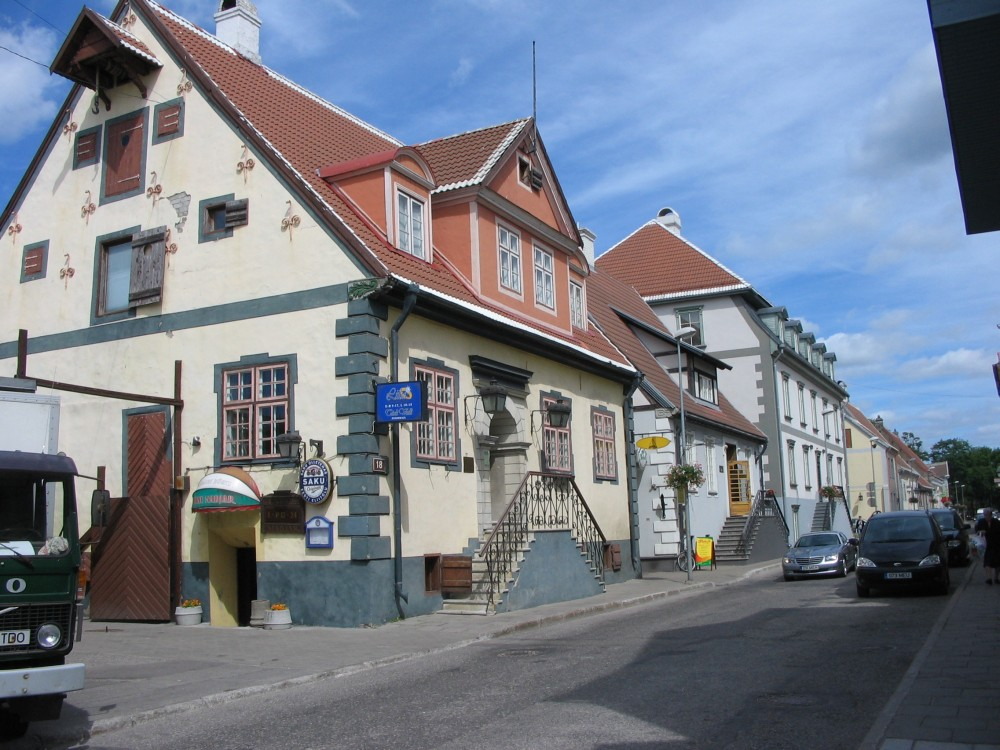